# Hans Adam (Jagdflieger)

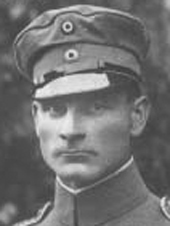
Hans Ritter von Adam

Hans Adam, ab 1917 Hans Ritter von Adam (* 24. Mai 1886 in Eisenstein; † 15. November 1917 bei Langemarck, Belgien), war bayerischer Offizier der Fliegertruppe. Für ihn wurden im Ersten Weltkrieg 21 Abschüsse bestätigt.

## Leben
Er war der Sohn des Eisenbahnbeamten Andreas Adam und dessen Ehefrau Hildegard, geborene Fischer. Adam absolvierte die Realschule sowie zwei Semester an der Technischen Hochschule und ein Semester an der Handelshochschule. Er trat als Einjährig-Freiwilliger am 1. Oktober 1906 in das 4. Infanterie-Regiment „König Wilhelm von Württemberg“ der Bayerischen Armee in Metz ein. Nach seiner Entlassung zur Reserve arbeitete er als Kaufmann und Genossenschaftsgeschäftsführer in München. Adam heiratete und wurde Vater von zwei Kindern.
Bei Ausbruch des Ersten Weltkriegs wurde Adam als Leutnant der Landwehr zum Reserve Infanterie-Regiment 15 einberufen, kämpfte in den Grenzgefechten sowie der Schlacht in Lothringen und wurde am 2. September 1914 bei den Kämpfen um die französische Festungslinie Nancy-Épinal verwundet. Erst Ende 1915 genesen kehrte er an die Front zurück und meldete sich zur Fliegertruppe. Am 15. Mai 1916 erhielt er das Beobachterabzeichen. Seine ersten Einsätze flog er bei der bayerischen Feldfliegerabteilung 2b (FA(A) 2b) zusammen mit dem Piloten und späteren Jagdflieger Eduard von Schleich.

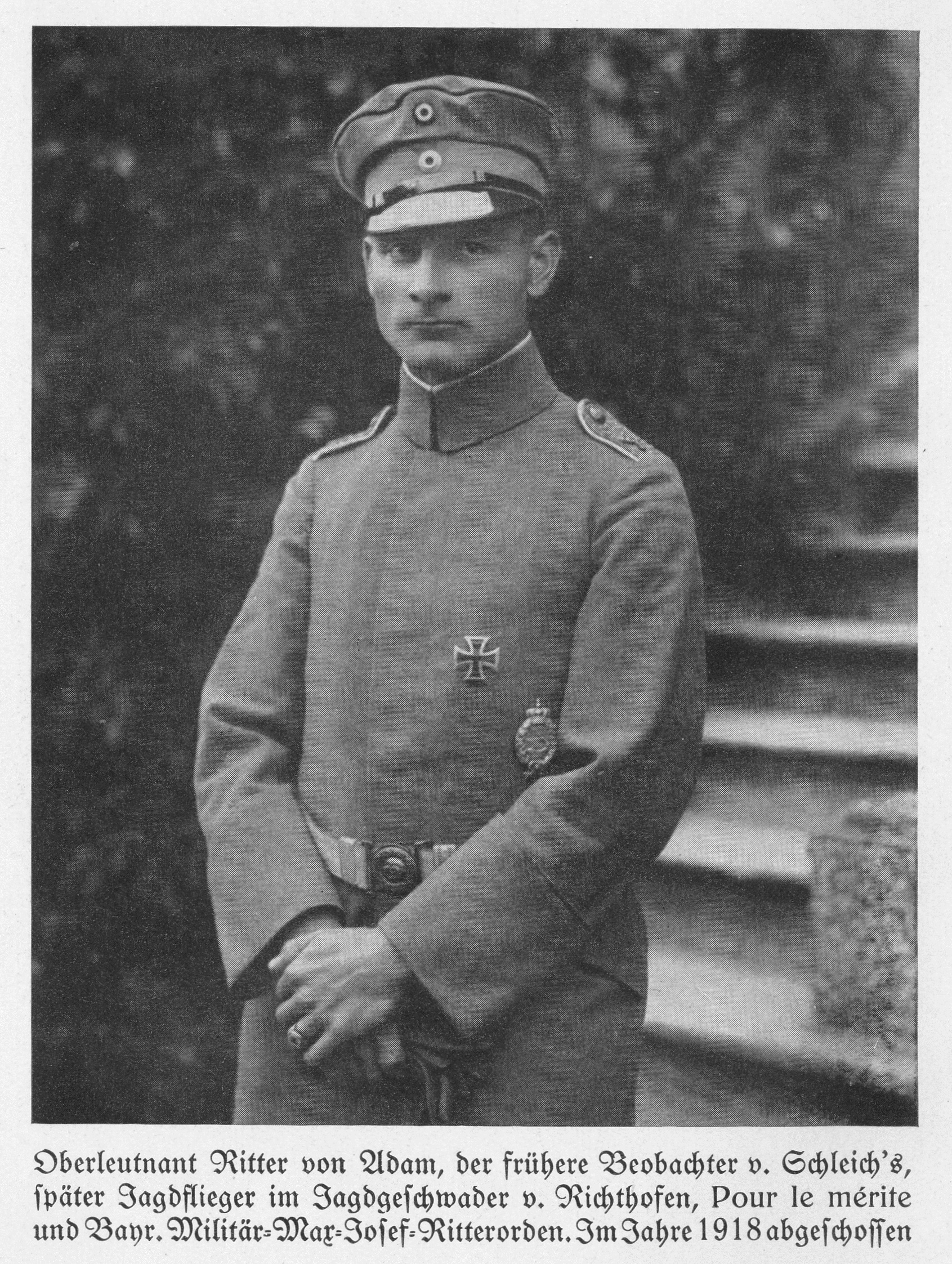
Ritter von Adam

Seine ersten drei Luftsiege errang Adam mit seiner Albatros D.III im März 1917, nachdem er zur Jagdstaffel (Jasta) 34 versetzt worden war. Im Juli 1917 kam er zur Jasta 6, wo er kurz darauf den mit 6 Luftsiegen erfolgreichen britischen Jagdflieger Lt. A.W.B. Miller der 29. Squadron abschoss. Nach seinem 14. Luftsieg wurde Adam von seinem Geschwaderkommandeur wegen seiner besonderen Leistungen während eines Luftkampfs am 28. Juli 1917 zur Aufnahme in den Militär-Max-Joseph-Orden vorgeschlagen, der ihm mit diesem Datum verliehen wurde. Damals hatte er als stellvertretender Staffelführer der Jasta 6, während sein Staffelführer einen Bomber verfolgte, einen feindlichen Bomberverband zersprengt und mit seinem beschädigten Flugzeug weiter verfolgt, bis seine Staffel die Bomberformation zerschlagen hatte. Mit der Verleihung war die Erhebung in den persönlichen Adelsstand verbunden und er durfte sich nach der Eintragung in die Adelsmatrikel Ritter von Adam nennen. Er trug außerdem beide Klassen des Eisernen Kreuzes sowie das Ritterkreuz des Königlichen Hausordens von Hohenzollern mit Schwertern.
Am 30. August 1917 folgte er dem gefallenen Eduard Ritter von Dostler als Staffelführer der Jasta 6. Adam geriet am 15. November 1917 über Kortewilde bei Langemarck in Flandern mit seiner Albatros D.V (D.V 222/17) in einen Luftkampf mit Fliegern der 29. Squadron. Dabei wurde er vermutlich durch Captain Kenneth Barbour Montgomery von der 45. Squadron des Royal Flying Corps abgeschossen.
Adam wurde auf dem Waldfriedhof in München beigesetzt.